# Nananthea perpusilla
La margherita piccolissima (none scientifico  Nananthea perpusilla  DC., 1838 ) è una specie di piante angiosperme dicotiledoni della famiglia delle Asteraceae, sottofamiglia Asteroideae,  tribù Anthemideae (clade Eurasian grade) e sottotribù Anthemidinae). Nananthea perpusilla è anche l'unica specie del genere  Nananthea  DC., 1838 .

## Etimologia
Il nome scientifico della specie è stato definito dal botanico Augustin Pyramus de Candolle (1778-1841) nella pubblicazione " Prodromus Systematis Naturalis Regni Vegetabilis ... (DC.)" ( , Prodr. [A. P. de Candolle] 6: 45) del 1838. Il nome scientifico del genere è stato definito nella stessa pubblicazione.

## Descrizione
Portamento. Le piante di questa specie sono annuali con habitus erbaceo. La forma biologica è terofita scaposa (T scap), ossia in generale sono piante erbacee che differiscono dalle altre forme biologiche poiché, essendo annuali, superano la stagione avversa sotto forma di seme e sono munite di asse fiorale eretto e spesso privo di foglie. L'indumento può essere assente (pianta glabra) o formato da peli basifissi.
Fusto. La parte aerea in genere è eretto-strisciante. 
Foglie. Le foglie sono disposte in modo alterno su lunghi piccioli e sono tutte delle rosette basali disposte ai nodi del fusto. La lamina, succulenta, varia da dentata-lobata (3 - 5 lobi) di tipo pennatosetto con un contorno spatolato. Dimensione delle foglie: 2 - 3 x 10 mm.
Infiorescenza. Le sinflorescenze comprendono capolini solitari. Le infiorescenze vere e proprie sono composte da un molto piccolo capolino terminale di tipo sia radiato o disciforme. La struttura dei capolini è quella tipica delle Asteraceae: un peduncolo sorregge un involucro, con forme emisferiche, composto da diverse brattee, al cui interno un ricettacolo fa da base ai fiori di due tipi: fiori del raggio e fiori del disco. Le brattee, a consistenza erbacea (ampiamente scarioso-pallido sui margini), sono disposte in modo più o meno embricato su più serie (da 1 a 2). Il ricettacolo, conico, è sprovvisto di pagliette avvolgenti la base dei fiori. Diametro dei capolini: massimo 7 mm.
Fiori.  I fiori sono tetra-ciclici (formati cioè da 4 verticilli: calice – corolla – androceo – gineceo) e pentameri (calice e corolla formati da 5 elementi). Si distinguono in:
- fiori del raggio (esterni): sono femminili, fertili e disposti su una sola serie; la forma è ligulata (zigomorfa); a volte possono mancare o essere sterili o neutri;
- fiori del disco (centrali): sono più numerosi con forme brevemente tubulose (attinomorfe); sono ermafroditi.

- Formula fiorale:

*/x K {\displaystyle \infty }, [C (5), A (5)], G 2 (infero), achenio
- Calice: i sepali del calice sono ridotti ad una coroncina di squame.

- Corolla:

- fiori del raggio: la forma della corolla alla base è più o meno tubulosa-imbutiforme (a volte pelosa), mentre all'apice è ligulata; la ligula può terminare con alcuni denti; il colore è bianco;
- fiori del disco: la forma è tubulare bruscamente divaricata in 4 lobi; i lobi, patenti o eretti, hanno una forma deltata o più o meno lanceolata; il colore può essere giallo.

- Androceo: l'androceo è formato da 5 stami (alternati ai lobi della corolla) sorretti da filamenti generalmente liberi; gli stami sono connati e formano un manicotto circondante lo stilo. Le antere possono essere sia di tipo basifisso che mediofisso. Il tessuto dell'endotecio non è polarizzato. Il polline è sferico con un diametro medio di circa 25 micron;  è tricolporato (con tre aperture sia di tipo a fessura che tipo isodiametrica o poro) ed è echinato (con punte sporgenti).

- Gineceo: l'ovario è infero uniloculare formato da 2 carpelli. Lo stilo (il recettore del polline) è profondamente bifido (con due stigmi divergenti) e con le linee stigmatiche marginali separate o contigue. I due bracci dello stilo hanno una forma troncata e possono essere papillosi o ricoperti da ciuffi di peli.

- Antesi: da febbraio a giugno.

Frutti.  I frutti sono degli acheni con pappo (a volte il pappo può mancare). La forma degli acheni è più o meno ob-ovoide a sezione circolare con 8 coste trasversali. L'achenio all'apice è arrotondato. Il pericarpo può contenere delle cellule mucillaginifere, mentre le sacche di resina sono generalmente assenti.

## Biologia
Impollinazione: tramite insetti (impollinazione entomogama tramite farfalle diurne e notturne).

Riproduzione: la fecondazione avviene fondamentalmente tramite l'impollinazione dei fiori.

Dispersione: i semi cadono a terra e vengono dispersi soprattutto da insetti come formiche (disseminazione mirmecoria). Un altro tipo di dispersione è zoocoria: gli uncini delle brattee dell'involucro (se presenti) si agganciano ai peli degli animali di passaggio che portano così i semi anche su lunghe distanze. Inoltre per merito del pappo (se presente) il vento può trasportare i semi anche per alcuni chilometri (disseminazione anemocora).

## Distribuzione e habitat
Geoelemento: il tipo corologico (area di origine) è  Endemico Sardo-Corso.
Distribuzione: in Italia questa specie è rarissima e si trova in Sardegna. Fuori dall'Italia si trova in Corsica.
Habitat: l'habitat tipico per queste piante sono le depressioni subsalse presso acquitrini e scogli.
Distribuzione altitudinale: sui rilievi, in Italia, queste piante si possono trovare fino a 800 m s.l.m.. 

## Fitosociologia
Per l'areale completo italiano la specie di questa voce appartiene alla seguente comunità vegetale:
Macrotipologia: vegetazione alofila costiera e continentale e delle dune sabbiose
Classe: Saginetea maritimae Westhoff, Leeuwen & Adriani, 1962
Ordine: Frakenietalia pulverulentae Rivas-Martínez ex Castroviejo & Porta, 1976
Alleanza: Frankenion pulverulentae Rivas-Martínez ex Castroviejo & Porta, 1976
Descrizione. L'alleanza Frankenion pulverulentae è relativa a cenosi alonitrofile che si sviluppano a tarda estate su substrati fangoso-sabbiosi, salati e inondati per buona parte dell’anno. Le comunità di questa alleanza si rinvengono nei territori con bioclima mediterraneo. In Europa questa vegetazione si rinviene lungo le coste del Mediterraneo. In Italia è stata rinvenuta prevalentemente lungo le coste delle maggiori isole: Sicilia e Sardegna.
Specie presenti nell'associazione: Catapodium balearicum, Frankenia pulverulenta, Centaurium spicatum, Polypogon monspeliensis, Polypogon subspathaceus, Polypogon maritimus, Bellis annua, Juncus hybridus, Sphenopus divaricatus, Senecio leucanthemifolius, Spergularia salina, Spergularia bocconei, Bupleurum semicompositum, Centaurium littorale, Hornungia procumbens, Filago pygmaea, Filago tyrrhenica, Nananthea perpusilla, Cressa cretica, Parapholis incurva, Parapholis strigosa, Parapholis filiformis, Hordeum marinum, Mesembryanthemum nodiflorum, Catapodium balearicum.

## Sistematica
La famiglia di appartenenza di questa voce (Asteraceae o Compositae, nomen conservandum) probabilmente originaria del Sud America, è la più numerosa del mondo vegetale, comprende oltre 23.000 specie distribuite su 1.535 generi, oppure 22.750 specie e 1.530 generi secondo altre fonti (una delle checklist più aggiornata elenca fino a 1.679 generi). La famiglia attualmente (2021) è divisa in 16 sottofamiglie; la sottofamiglia Asteroideae è una di queste e rappresenta l'evoluzione più recente di tutta la famiglia.

### Filogenesi
Il gruppo di questa voce è descritto nella tribù Anthemideae, una delle 21 tribù della sottofamiglia Asteroideae). In base alle ultime ricerche nella tribù sono stati individuati (provvisoriamente) 4 principali lignaggi (o cladi): "Southern hemisphere grade", "Asian-southern African grade", "Eurasian grade" e "Mediterranean clade". Il genere  Nananthea (insieme alla sottotribù Anthemidinae) è incluso nel clade Eurasian grade..
Nella struttura interna della sottotribù si individuano due cladi. Il genere di questa voce fa parte del clade comprendente i generi Anthemis, Cota e Tripleurospermum. Questa pianta pur essendo minuta ha un certo interesse fitogeografico in quanto si collega ad alcuni generi australiani e del Sud Africa, ma anche della Nuova Guinea e del Cile. Nella flora europea può essere considerata un'ultima sopravvissuta di alcune forme ancestrali di Chrysanthemum, Leucanthemum e Tanacetum. La riduzione dei caratteri potrebbe indicare evolutivamente una sua prossima estinzione. La sua isolata distribuzione su alcune piccole isole del sistema Sardo-Corso sembra un sintomo della sua fine.
I caratteri distintivi della specie  Nananthea perpusilla  sono:
- il portamento è erbaceo, delicato, talvolta succulento;
- le foglie sono 3 - 5 lobate;
- i capolini sono molto piccoli (2 - 5 mm);
- le brattee dell'involucro sono disposte su 1 - 2 righe;

Il numero cromosomico della specie è: 2n = 18.

### Sinonimi
Sono elencati alcuni sinonimi per questa entità:
- Chrysanthemum perpusillum Loisel.
- Cotula pygmaea  Poir.

## Specie simili
Nananthea perpusilla è simile alle specie di Leucanthemum. Si distingue per i seguenti caratteri: è annua, le foglie sono divise, i capolini sono veramente piccoli, le brattee sono disposte su poche serie, i fiori ligulati sono pochi, i fiori tubolosi sono a 4 lobi.